# روح‌الله کیکاوسی
سرلشکر روح‌الله میرزا کیکاوسی (۱۲۷۵ تهران - ۱۳۳۵ تهران) از شاهزادگان قاجار و نظامیان دوره قاجار و پهلوی بود. او نماینده شورای ملی در دوره هجدهم و نوزدهم حوزه انتخابیه ایرانشهر در مجلس شورای ملی بود.
پدرش حبیب‌الله میرزا سردار منتخب پسر جهانگیر میرزا نوه فتحعلی شاه قاجار از نظامیان دوره قاجار و اوایل پهلوی بود که در آغاز نام خانوادگی جهانبانی برگزید. روح‌الله میرزا نیز طبق سیره خانوادگی به خدمت نظام درآمد، در جوانی به درجه سرهنگی رسید و در مخاصمات داخلی شرکت داشت. به‌ویژه در سال ۱۳۰۵ در نبرد با سمیتقو یاغی کرد، از خود رشادت نشان داد و مورد توجه قرار گرفت. در همین جنگ شنوایی خود را از دست داد.
در سال ۱۳۱۷ سرلشکر امان‌الله جهانبانی پسر عموی او مورد تعقیب رضاشاه قرار گرفت و از ارتش اخراج شد و به زندان قصر قجر انتقال یافت. از همان تاریخ دستور داده شد که تمام جهانبانی‌ها از ارتش اخراج شوند. او که درجه سرتیپی داشت، فوراً تغییر نام داد و نام خانوادگی کیکاوسی را برای خود برگزید.
سرتیپ کیکاوسی در شهریور ۱۳۲۰ به جای سرلشکر کریم بوذرجمهری فرمانده لشکر اول شد، چند ماهی در آن سمت بود که به فرماندهی لشکر کرمان و مکران برگزیده شد و استانداری کرمان هم چندی در ید قدرت او بود. مدتی هم رئیس مهمات ارتش شد و در سال ۱۳۲۳ درجه سرلشکری گرفت.
سرلشکر کیکاوسی در انتخابات دوره هجدهم مجلس شورای ملی در سی‌ام بهمن تا دوم اسفند ۱۳۳۲ به نمایندگی زاهدان برگزیده شد. این حوزه که نخستین بار در این دوره تشکیل شد، پیشتر حوزه انتخابیه بلوچستان نام داشت و مرکزیت آن در ایرانشهر بود.